# Château de la Martinière (Saclay)
Pour les articles homonymes, voir Château de la Martinière.
Le château de la Martinière est un château français situé dans la commune de Saclay au sud-ouest de Paris.